# Richard Airmyn
Richard Airmyn (auch de Airmyn, de Ayreminne, Ayermin oder Ayermine) (* um 1290; † zwischen 3. April und 9. Mai 1340) war ein englischer Geistlicher und Beamter.

## Herkunft und Aufstieg als Beamter
Richard Airmyn entstammte einer Familie, die sich nach dem Dorf Airmyn am River Aire in Yorkshire benannte. Er war wahrscheinlich ein jüngerer Sohn von Adam und Matilda Airmyn und damit ein jüngerer Bruder von William Airmyn, der spätestens ab 1300 als königlicher Beamter diente. Ein weiterer Bruder war vermutlich Adam Airmyn. Die drei Brüder wurden alle gebildete Kanzleibeamte, dabei wurden Richard und Adam von William weiter gefördert, nachdem dieser weiter aufgestiegen war. Richard diente zusammen mit anderen Beamten von 1315 bis 1323 als Beamter des Privy Seal, wo er vermutlich zum führenden Beamten aufstieg und ein höheres Gehalt als seine Kollegen erhielt. Für seine Dienste erhielt er dazu mehrere Pfründen. 1316 erhielt er eine Pfründe am York Minster, später erhielt er weitere Pfründen an den Kathedralen von Chichester und Lincoln sowie am Wimborne Minster. Auf Bitten von König Eduard II. gewährte ihm das Kathedralpriorat von Canterbury im März 1320 eine jährliche Pension von £ 5, weiterhin erhielt er vor 1324 das einträgliche Amt des Rektors von Kirk Ella in Yorkshire. Zusammen mit seinem Bruder William nahm Richard im Oktober 1318 am Parlament in York teil, während dessen Reformgesetze gemäß dem Vertrag von Leake beschlossen wurden. Vermutlich wurde er zusammen mit William im September 1319 von den Schotten in der Schlacht bei Myton in Yorkshire gefangen genommen und kam erst nach Zahlung eines hohen Lösegelds wieder frei. Von 1323 bis 1324 gehörte er mit zu den Verwaltern der Temporalien der Diözese Winchester, die vom König Bischof John Stratford vorenthalten wurden. Als Nachfolger seines Bruders wurde Richard am 26. Mai 1324 Keeper of the Rolls. Er genoss das Vertrauen von Kanzler Robert Baldock und führte während dessen Abwesenheit im November und Dezember 1324 das Großsiegel.

## Weiter Aufstieg unter Eduard III. und spätere Jahre
Nachdem Papst Johannes XXII. William Airmyn 1325 zum Bischof der Diözese Norwich ernannt hatte, ernannte William, der noch zu Verhandlungen in Frankreich war, am 20. September Richard zum Generalvikar der Diözese. Wenig später beauftragte William Adam und Richard, von den Geistlichen der Diözese an seiner Stelle die Gehorsamversprechen entgegenzunehmen. Der König war jedoch über die Ernennung von William zum Bischof erbost, da bei der Ernennung sein Kanzler Baldock erneut vom Papst übergangen worden war. Richard wurde 1325 als Keeper of the Rolls abgelöst, und im März 1326 befahl der König die Verhaftung von ihm und seinen Bruder Adam. Vermutlich konnten sie beide in die Niederlande oder nach Frankreich flüchten, wohin auch William vor der Verfolgung des Königs flüchtete. Als im September 1326 der Rebell Roger Mortimer und Königin Isabelle mit einem Heer in England landeten und die Herrschaft von Eduard II. stürzten, kehrten auch die Brüder Airmyn zurück. William übernahm nun die Verwaltung seiner Diözese und ernannte Adam am 14. Oktober 1326 zum Generalvikar. Richard erhielt stattdessen am 1. März 1327 das Amt des Keeper of the Privy Seal des neuen Königs Eduard III. Dazu wurde er 1327 zum lebenslangen Verwalter des Archivs der königlichen Kanzlei im House of Converts ernannt. Zum Dank für seine Dienste erhielt er 1328 eine Stelle als Kanoniker an der Kathedrale von Lichfield, die er auch behalten durfte, als er wenig später Kanzler des Kathedralkapitels von Salisbury wurde. Offenbar war jedoch die Regierung mit seiner Arbeit als Keeper of the Privy Seal unzufrieden, denn am 18. Februar 1328 wurde er in diesem Amt abgelöst. Danach erhielt er keine weiteren bedeutenden Ämter in der Regierung. Bis zu seinem Rücktritt 1339 blieb er allerdings Verwalter des Archivs und bis zu seinem Tod Kanzler in Salisbury.